# Advena campbelli
Advena campbelli је пуж из реда Stylommatophora. 

## Угроженост
Ова врста је изумрла, што значи да нису познати живи примерци.

## Распрострањење
Ареал врсте је био ограничен на острво Норфолк.